# 三船麻里子
三船 麻里子（みふね まりこ、1969年9月12日 - ）は、日本の女性フィットネス・コーディネーター。

## 来歴
東京都調布市出身。幼稚園で初めて買ってもらったレコードは、山本リンダの 「どうにもとまらない」。そこからヘソ出しルックと艶やかなメイクの出で立ちに憧れ始める。
中学校で器械体操、高校で陸上。
高校卒業後、渋谷・青山のスポーツ専門学校にてエアロビクス科修了。エアロビクスのインストラクター活動を始めると同時にボディビルのメッカ、中野ヘルスクラブに入会しウェイトトレーニングを開始。1989年・1990年、健康美全国大会コンテスト出場。
1992年にアメリカ合衆国 ニューヨーク州に移住。1994年カリブ海の島国、グレナダとセイント・ヴィンセントで暮らした後、1996年にアメリカ合衆国 ニュージャージー州に戻る。ペンシルヴァニア州に移り住み、2005年に日本に本格的に帰国。2006年に東京都渋谷区広尾にあるヨガスタジオにて、全米ヨガアライアンス200時間ティーチャートレーニング修了。その後13年間、通算10000クラスを超えるヨガの指導を続けている。

## 出演

### テレビ
- 月曜から夜ふかし（日本テレビ） - VTR出演
- 熱中女子（フジテレビ） - VTR＆スタジオ出演
- 照英を泣かそう（AbemaTV） - スタジオ出演
- ナニコレ珍百景（テレビ朝日） - VTR出演
- カメラ置いとくんで、一言どうぞ（テレビ東京） - VTR出演

### コマーシャル
- 結婚式場ウィンクル フィットネスカップル編
- サントリー「澄み渡る梅酒」～梅酒”なのに”透明～（Web限定） - 山本耕史扮するロミオの相手：ジュリエット 役

### 雑誌
- 月刊ボディビルディング
- Yoga & Fitness
- Finess & Sports

## 活動
- 2013年9月 ミス 21 健康美 全国大会 158センチ以下優勝
- 2013年10月 グアム 親善大会 ボディフィットネス 163センチ以下 第3位 入賞
- 2014年5月 第一回 大阪フィットネスビキニオープン大会 158cm以下級 第2位入賞[4]
- 2014年12月 ベストボディジャパン 全国大会 ウーマンズクラス 第4位入賞  ベストシェイプジャパン賞
- 2015年4月 アジア選手権大会選考大会 フィットネスビキニ 158cm以下優勝[5]
- 2015年5月 アジアチャンピオンシップス フィットネスビキニ 163センチ以下 第4位入賞
- 2015年7月  第1回 関東オープンフィットネスビキニ 158cm以下及びオーバーオール優勝[6]
- 2015年9月  オールジャパン フィットネスビキニ 35歳以上 158cm以下優勝
- 2016年5月 アジアチャンピオンシップス フィットネスビキニ 163センチ以下 第6位入賞
- 2016年8月  第1回 スポルテック フィットネスビキニ オーバーオール優勝[7]
- 2016年9月  オールジャパン フィットネスビキニ 35歳以上 158cm以下優勝[1]
- 2016年12月 世界フィットネスビキニ マスターズ チャンピオンシップス オーバーオール 日本代表選手 出場
- 2017年3月 アーノルドクラシック ビキニ 163センチ以下 日本代表選手 出場
- 2017年5月 アジアチャンピオンシップス フィットネスビキニ 163センチ以下 第8位入賞
- 2017年9月  オールジャパン フィットネスビキニ 35歳以上 158cm以下 第3位入賞[8]
- 2018年8月  IFBB ワールド チャンピオンシップス (シンガポール) 35歳以上 マスターズ 準優勝
- 2018年9月  IFBB オリンピア アマチュア  アメリカ ラスベガス大会  マスターズクラス 第10位入賞